# محطة قطار العلمة
محطة العلمة هي محطة قطار جزائرية تقع في بلدية العلمة، ولاية سطيف.

## الموقع في السكك الحديدية
تقع المحطة جنوب مدينة العلمة على خط الجزائر-سكيكدة حيث تسبقها محطة سطيف وتتبعها محطة بئر العرش.

## خدمة الركاب

### الخدمة
تخدم محطة العلمة قطارات المسافات الطويلة :
- الجزائر – عنابة ؛
- الجزائر – تبسة .

## روابط خارجية
- "SNTF". Société nationale des transports ferroviaires (SNTF). مؤرشف من الأصل في 2025-06-02..